# Ральф Чейн

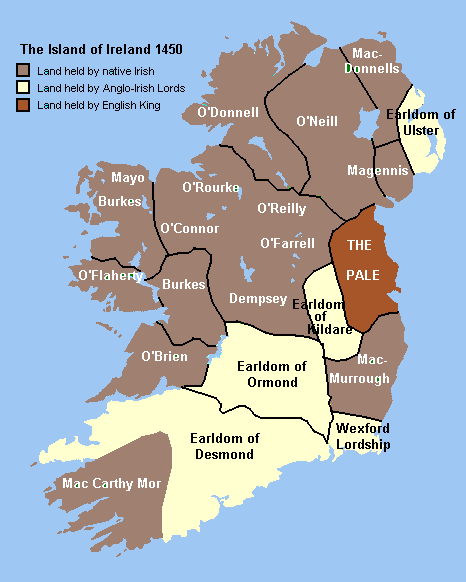
Ірландія в середні віки. Показані англійські володіння, володіння графів Ормонд та Фіцджеральд, володіння незалежних ірландських кланів та королівств.

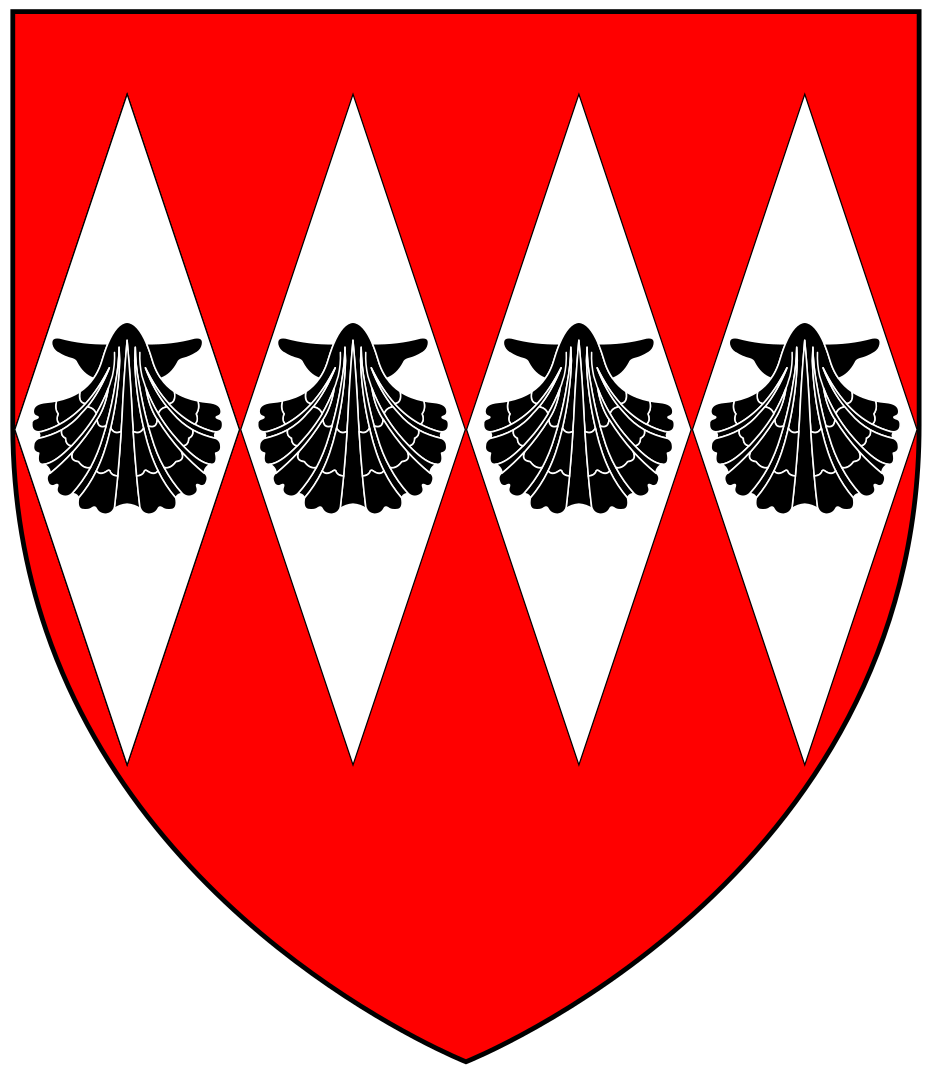
Герб баронів Чейн.

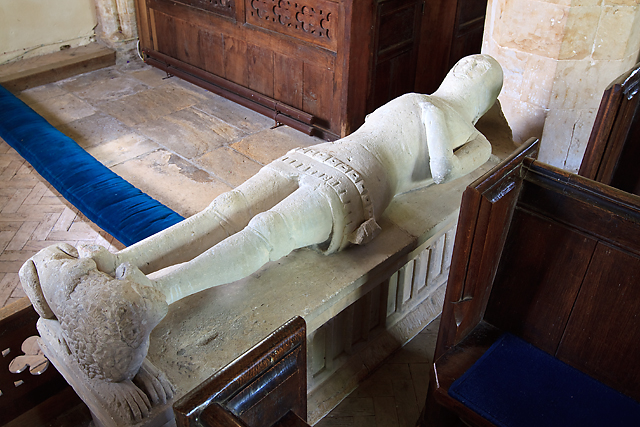
Пам'ятник кінця XIV століття в церкві Всіх Святих, Пойнтінгтон, можливо, пам'ятник Едмунду Чейні (помер 1374 або 1483), старшого зведеного брата сера Ральфа Чейні.

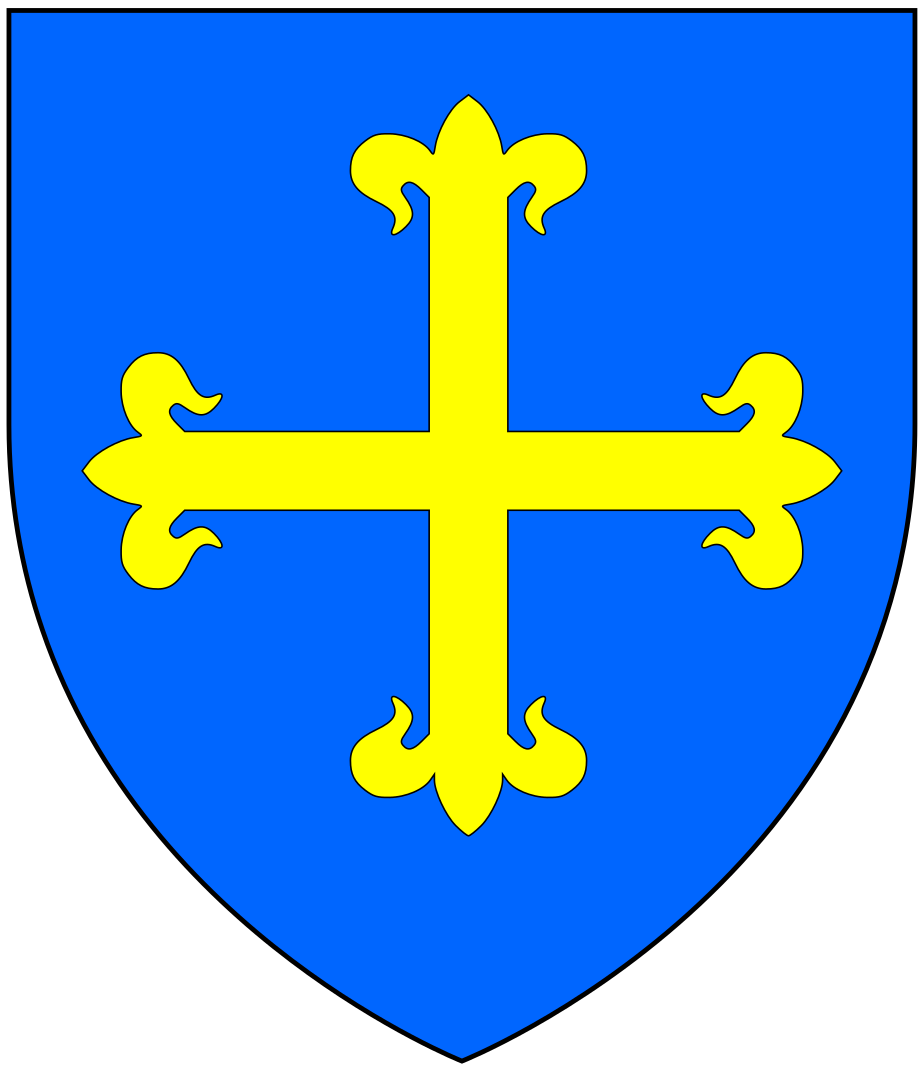
Герб аристократичного роду Павелі.

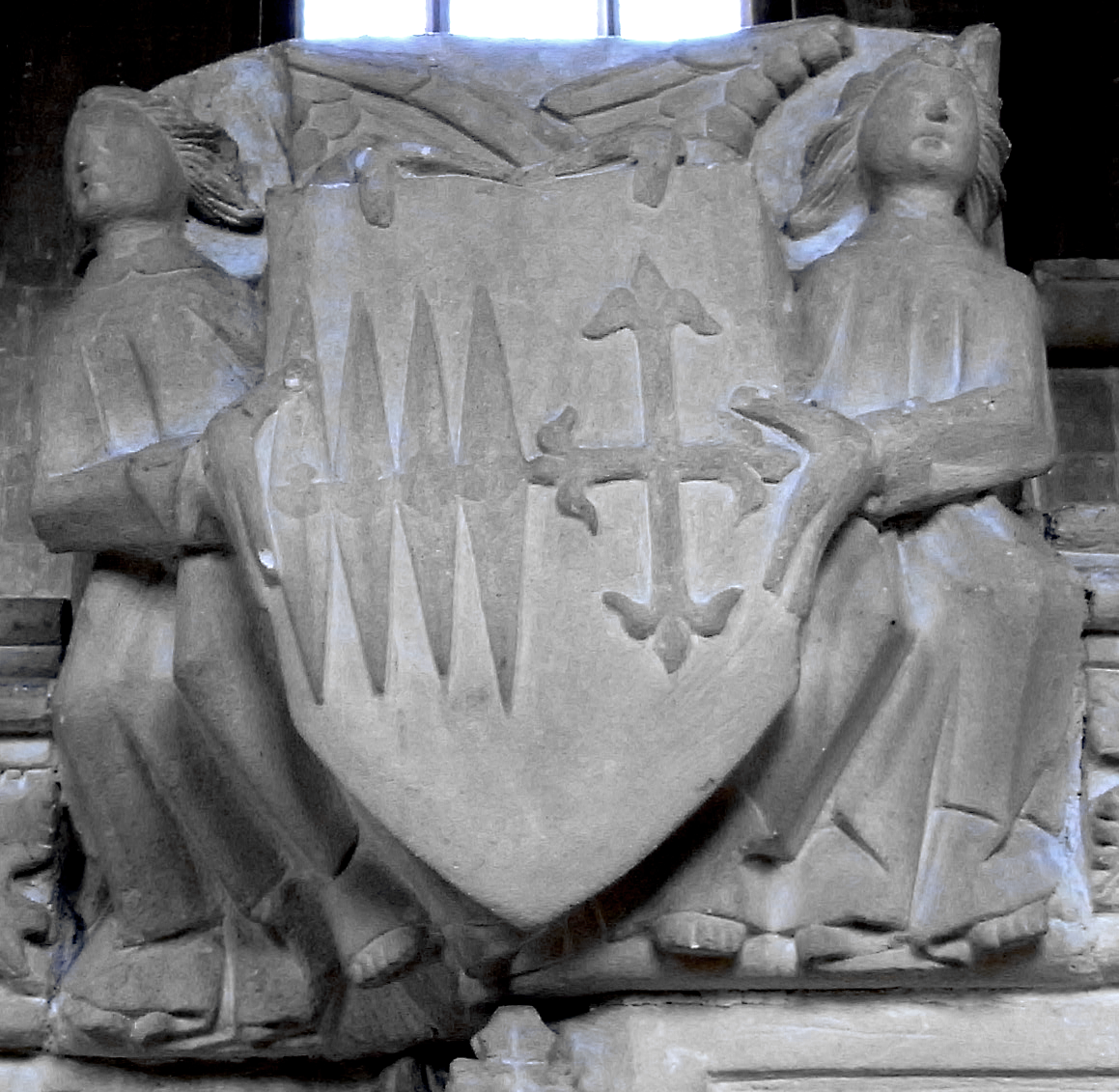
Скульптурна композиція на пам'ятнику серу Ральфу Чейні в церкві Едінгтона, на якій зображено герб роду Чейні.

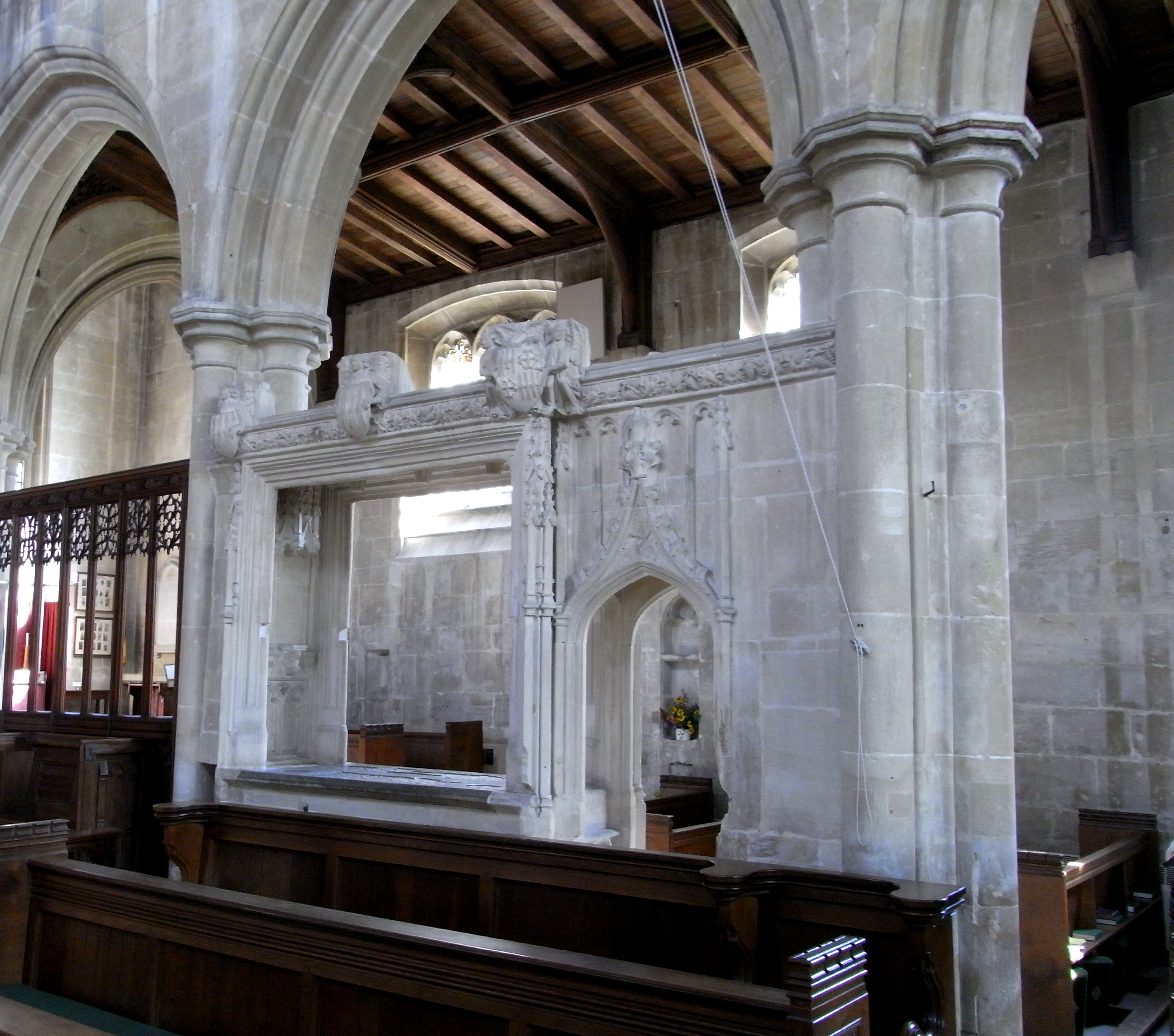
Пам'ятник в каплиці серу Ральфу Чейні, Церква в Едінгтоні.

Сер Ральф Чейн (англ. — Sir Ralph Cheyne, Ralph Cheney) (бл. 1337—1400) — відомий ірландський та англійський політик, суддя, юрист, чиновник, аристократ, державний та церковний діяч, тричі був депутатом парламенту Англії від Вілтшира, заступник юстиціарія Ірландії в 1373 році, лорд-канцлер Ірландії в 1383—1384 роках, заступник наглядача Чінкв-Порту [2].

## Життєпис
Походження
Сер Ральф Чейн був другим сином і можливим спадкоємцем сера Вільяма Чейна (помер у 1345 році) — лорда маєтку Пойнтінгтон у Сомерсеті, Англія та його другої дружини Джоан Горжес, доньки Ральфа Горгеса з Бредпола в Дорсеті. Його старшим зведеним братом був сер Едмунд Чейн (помер у 1374 або в 1383 році), староста Нормандських островів, що одружився з якоюсь Кетрін (померла в 1422 році), помер не маючи дітей. Його маєтки успадкував Ральф Чейн. Кетрін вдруге одружилася з сером Джоном Стречем (помер у 1391 році) з Вамбрука в Сомерсеті. Запис про неї на камені з потертим готичним написом чорними літерами описує її як «Леді з Пойнтінгтона» («Katherina Strecchi domina de Pountyngton»), зберігся в церкві Пойнтінгтона, скинутій у південно-західна стіна [5]. У 1401 році зведений племінник її передостаннього чоловіка сер Вільям Чейні (помер у 1420 році) одружився зі спадкоємицею Стретч де Піньо.
Вільгельміна, герцогиня Клівлендська (1819—1901) у своїй праці 1889 року під назвою «Рукопис абатства Батл з деякими відомостями про норманські робоводи» (англ. — The Battle Abbey Roll with some Account of the Norman Lineages) зробила деяку спробу визначити давнє походження цієї сім'ї, що колись носила ім'я Чондуіт у списках Леланда [6]. Щодо гербів родини Чейні з Брука, згідно з оглядом Корнуолла Річардом Кер'ю (помер у 1620 р.): «Гербом Чейні з Боданона (що в Корнуоллі) були мушлі, на чотирьох срібних ромбах, стільки ж ескалопів соболя, на згадку (як свідчить традиція), що один із цієї родини, що йшов до Святої Землі з Річардом або Едвардом, мав такі мушлі для збору води в жаркому кліматі Азії» [7].

### Кар'єра
Сер Ральф Чейн кар'єру на службі королю Англії здійснив в Ірландії, мабуть, був рекомендований для служби там Робертом де Ештоном, верховним лорд-суддею Ірландії, що був двоюрідним братом його матері. Ральф Чейн служив заступником юстиціарія Ірландії в 1373 році та лорд-канцлером Ірландії в 1383—1384 роках. Незважаючи на те, що в останній ролі він пропрацював лише рік, він отримав солідну винагороду. Він тричі був депутатом парламенту графства Вілтшир у 1378, 1386 та вересні 1388 роках, а також Верховним шерифом графства Вілтшир у 1376—1377 роках та 1388—1389 роках. Протягом своєї кар'єри він працював у численних офіційних комісіях. Він був заступником наглядача Чінкв-Порт [9].

### Родина
У 1368 році Ральф Чейн одружився з Джоан Павелі (1353 — померла до 1400 року), донькою та співспадкоємицею сера Джона Павелі з Брука (від якого він успадкував цей маєток [10], який він зробив своєю резиденцією) та його дружини Агнес де ла Мар (пом. 1361), сестрою Роберта де ла Мар, сина Пітера де ла Мара зі Стіпл-Маркет-Лавінгтон, Вілтшир. Агнес де ла Мар вперше стала дружиною Джона Форстала з Лавінгтона, брата Роберта Форстала. З дружиною Джоан де Павелі Ральф Чейн мав одного сина та спадкоємця — сера Вільяма Чейна (бл. 1374—1420), депутата парламенту Англії від Дорсета в 1402 році, що одружився з Сесілою Стретч (бл. 1371—1430), молодшою донькою та співспадкоємицею сера Джона Стретча, Піно і Гемпстона Арундела в Девоні [12], що був тричі депутатом парламенту Англії від Девону. Сесілі була вдовою Томаса Бонвіля (помер 1412), третього сина сера Вільяма Бонвіля (помер 1408) [13] з Шута в Девоні [14]. Сер Вільям мав двох синів. Його старшим сином був Едмунд Чейн (помер у 1430 році) з Бруку, що одружився з Еліс Стаффорд, донькою сера Хамфрі Стаффорда з Гука і тіткою Гамфрі Стаффорда, І графа Девона (помер у 1469 році). Інший його син, Джон Чейн з Піно, отримав маєток від своєї матері Сесілі Стретч. Його дочка стала дружиною сера Джона Водхема (помер у 1502 р.) з Меріфілда та Еджа.

### Смерть
Ральф Чейн помер 11 листопада 1400 року [15] і був похований у церкві Едінгтонського Пріорату у Вілтширі, де зберегся його саркофаг у власній невеликій каплиці.

### Пам'ятник у церкві Едінгтонського монастиря
На головному камені на вершині відсутні оригінальні частини пам'ятника з латуні, але кам'яна кладка каплиці зберегла кілька рельєфних скульптур геральдичних гербів, деякі з яких тримали ангели. Також показано геральдичний значок штурвала корабля, який пізніше прийняв Роберт Віллоубі, І барон Віллоубі де Броук (бл. 1452—1502) (можливий спадкоємець маєтків родини Броук), видимий на його нагрудній могилі в церкві Коллінгтон у Корнуоллі [16]. Гамільтон Роджерс (1890) описав монумент каплиці серу Ральфу Чейні так [17]: «Пам'ятник знаходиться під другою аркою, на захід від трансепта, у південному проході. Він складається з високої гробниці з навісом, фланкований входом-дверним отвором, який утворює одну композицію, простягаючись на всю ширину арки. Спочатку це була одна з огороджувальних ширм храму, дві інші, східна та західна, що відокремлювали її від проходу, були видалені. У стіні проходу навпроти гробниці є двоповерхова надбудова, яка раніше була всередині храму, і навпроти східної частини, безсумнівно, стояв стародавній вівтар. Камінь покриття гробниці виконано з мармуру Пурбек, і на ньому зображені лицар і дама, але не великого розміру. Голова лицаря (схоже, що він лежав з шоломом з ламбрекеном, а біля його ніг була тварина). Жінка в довгому халаті з головою на подушці. Два щити були над їхніми головами, а ще два під ногами. Під гробницею розташовані рельєфні панелі зі щитами в центрі, на них вирізьблено такі герби: — 1: кермо; 2: Чотири фузили у фесі, кожен з яких заряджений ескалопом (Чейні); 3: Чотири ескалопи, два і два (Ерлі?). Таке оздоблення точно повторюються з обох сторін. Балдахін має квадратну форму, оточений контрфорсами, розташованими на їхніх лицьових сторонах, а всередині п'ять віялових підвісок. На східному торці велика ніша, західний торець відкритий. Дверний отвір увінчаний багатим оздобленим зубчастим балдахіном із завершенням, а зверху обшитий панелями. Безперервний карниз увінчаний гробницею та дверним отвором із листя винограду та ліпнини, спочатку увінчаний квіткою Тюдорів, тепер збереглася лише частина. З обох боків його розривають чотири ангели, які тримають щити. На північній стороні два ангели, що підтримують руки Чейні, у західному куті два ангели, які тримають більший щит, що складається з чотирьох, 1 і 4 Чейні; 2 і 3: Хрест флері (Павелей). На південній стороні поодинокі ангели демонструють руки Пейвлі, а пара в кінці Чейні пронизує Пейвлі. Над внутрішніми дверима знову висічено кермо — тут, в Едінгтоні, його найдавніша поява. На церковному подвір'ї, біля ґанку, є великий розбитий мармуровий камінь Пурбека, ймовірно, знятий з бруківки храму 9 усередині. На ньому зображені лицар і дама в рогатому головному уборі під балдахіном із черепашками, оточений шпилями, очевидно, сучасними гробниці. Над фігурами два щити, під їхніми ногами простір присипаний сувоями…».

### Геральдичний знак «Кермо»
Геральдичним знаком родини Чейн було кермо, очевидно, вперше прийняте його предками, родиною Павелі з Брука. Про свій візит до Брук-Холла Обрі написав: «Містер Водман переконував мене, що це кермо належало роду Павелі, які мали тут володіння» [18]. Використання знаку «Кермо» перейшло до родини Чейні, а потім до родини Віллоубі. Кемден сказав про нащадків Чейні: «Лорд Віллоубі використовував знак кермо корабля для печатки на своєму персні». Обрі стверджував, що його використовував «лорд Віллоубі де Брок» під час правління короля Англії Едуарда III. Однак «не було такого барона до Генріха VII, і жоден Віллоубі, не фігурує в списку Рапіна» [19].
Пристрій керма у вітражах було зафіксовано Джоном Леландом (1503—1552), коли він відвідав Брук. Він зберігся сьогодні в церкві Едінгтону, і Обрі зазначив наявність цього знаку у каплиці на південь від вівтаря в церкві Вестбері «в одному вікні кілька штурвалів кораблів» [20]. Також присутній у церкві Сінда [21].